# 今井弘道
今井弘道（いまい ひろみち、1944年10月28日 -2023年10月15日 ）は、日本の法学者（法哲学・法思想史）。北海道大学名誉教授。元東アジア法哲学学会理事長。中国・上海市出身。

## 来歴
1970年3月京都大学法学部卒業。1973年3月名古屋大学大学院法学研究科修士課程修了。1974年7月、京都大学大学院法学研究科博士課程中退。
1974年7月、同法学部助手。1977年6月、新潟大学法文学部専任講師。1978年4月、同法文学部助教授。1979年8月、北海道大学法学部助教授。1982年4月、同法学部教授。2001年4月、同大学院法学研究科教授。2008年3月31日、同定年退官。2008年4月、北海道大学名誉教授。
その後、中国に渡り、中国・浙江大学光華法学院特聘教授として、中国の教壇で教鞭を取り、多くの学生を教え、また学生たちに愛されてきました。2019年4月、同退職。
2019年6月、脳梗塞で入院。以降は後遺症で体が不自由となり、それでもめげずに長年の研究を完成するために、リハビリに励み、講義を続けました。
2023年10月15日、北海道にて逝去。

## 研究領域
初期ヘーゲル法哲学、カント法哲学、マックス・ウェーバー、ハンス・ケルゼン、丸山真男を研究。

## 主要著書
- 『手続きを通しての正統化』N・ルーマン著、今井訳、風行社 1990年初版/2003年新装版
- 『「市民」の時代』編著、北海道大学図書刊行会 1998
- 『変容するアジアの法と哲学』森際康友、井上達夫編 有斐閣 1999
- 『新・市民社会論』編著、風行社 2001
- 『丸山真男研究序説「弁証法的な全体主義」から「八・一五革命説」へ』風行社 2004
- 『三木清と丸山真男の間』風行社 2006
- 『発展する東アジアの法学と課題』編著、成文堂 2008
- 『法学のクレオール序説』長谷川晃編、分担執筆、北海道大学出版会 2012
- 『法思想史の新たな水脈 私法の源流へ』竹下賢、宇佐美誠編、分担執筆、昭和堂 2013